# Callitris muelleri
Callitris muelleri ist eine Pflanzenart aus der Familie der Zypressengewächse (Cupressaceae). Sie ist an der Küste des australischen Bundesstaates New South Wales heimisch.

## Beschreibung

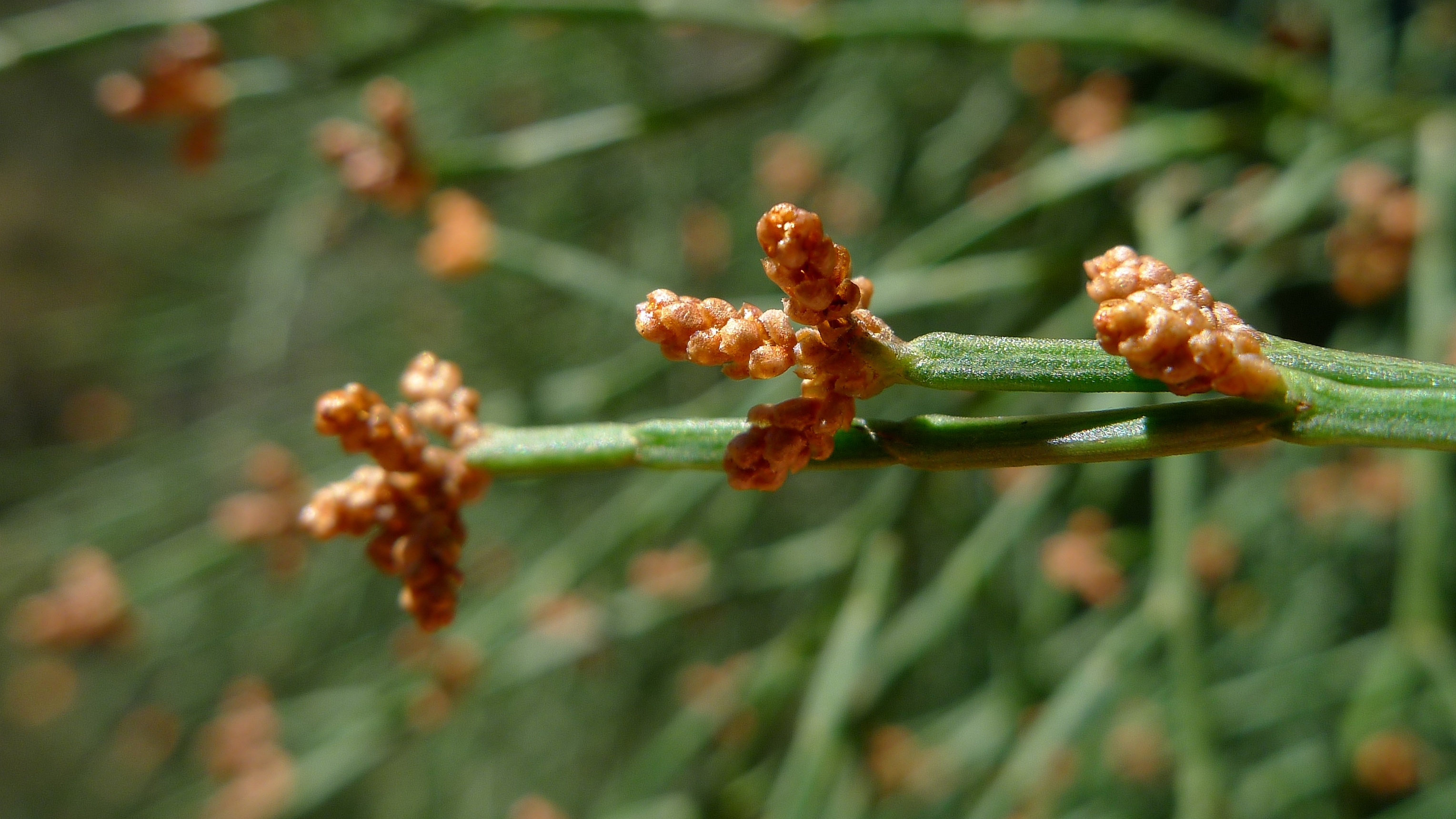
Männliche Blütenzapfen

Callitris muelleri wächst als immergrüner Strauch oder Baum, der Wuchshöhen von bis zu 6 Metern erreichen kann. Die Äste gehen aufrecht vom Stamm ab.
Die grünen bis blaugrünen Blätter sind 4 bis 10 Millimeter lang und die Blattrückseite ist auffällig gekielt.
Die männlichen Blütenzapfen stehen in Gruppen zusammen und sind bei einer Länge von bis zu 3 Millimetern eiförmig bis verkehrt-eiförmig geformt. Die einzeln oder in kleinen Gruppen an den Zweigen stehenden weiblichen Zapfen sind bei einem Durchmesser von 2 bis 3 Zentimetern abgeflacht-kugelig geformt. Jeder Zapfen enthält sechs dicke Zapfenschuppen und zahlreiche Samenkörner. Die Samen können nach der Reife mehrere Jahre in den Zapfen verbleiben, ehe sie entlassen werden und die Zapfen von den Zweigen fallen. Die dunkelbraunen Samen sind etwa 2 bis 4 Millimeter groß und besitzen zwei oder drei Flügel.

## Vorkommen und Gefährdung
Das natürliche Verbreitungsgebiet von Callitris muelleri liegt an den Küstenregionen des zentralen New South Wales. Es erstreckt sich dort vom Glen Davis und dem Mount Coricudgy im Norden bis nach Nowra im Süden. Eine einzelne Population befindet sich in der Nähe von Eden.
Callitris muelleri wächst vor allem auf flachgründigen, felsigen oder sandigen Böden, welche sich auf Sandstein gebildet haben. Die Art wächst vor allem an Steilhängen.
Callitris muelleri wird in der Roten Liste der IUCN als „nicht gefährdet“ eingestuft. Es wird jedoch darauf hingewiesen, dass eine erneute Überprüfung der Gefährdung notwendig ist.

## Systematik
Die Erstbeschreibung erfolgte 1868 unter dem Namen (Basionym) Frenela muelleri durch Filippo Parlatore in Prodromus Systematis Naturalis Regni Vegetabilis, Band 16 (2), Seite 450. George Bentham und Joseph Dalton Hooker überführten diese Art als Callitris muelleri im Jahr 1882 in Systematic Census of Australian Plants ..., Seite 109 in die Gattung Callitris.